# Sitio de Ripoll
El sitio de Ripoll fue la batalla acontecida entre el 22 y el 27 de mayo de 1839 en la villa de Ripoll, durante la primera guerra carlista y que terminó con victoria de los carlistas.

## Antecedentes
El año 1835, el Monasterio de Ripoll y sus dependencias, así como el archivo ripollés, fueron incendiados y destruidos por la milicia indisciplinada y revolucionaria de voluntarios liberales "Tiradores de Isabel II", procedentes de Barcelona. Este hecho provocó la proliferación de informaciones engañosas que durante años circularon, y siguen circulando, y que acusaban de la quema del Monasterio y la muerte de dos monjes a manos de los mismos habitantes de la villa. Esto creó una animadversión y un odio especial entre las filas carlistas, conservadoras y católicas, hacia la población.
Por su situación estratégica, la villa fue ocupada el 1837 por el general carlista Urbiztondo. En marzo de 1838, el Barón de Meer recuperó la villa para el bando liberal. Los carlistas huyeron sin ofrecer resistencia y no consiguieron su objetivo de quemar la población.
El 22 de mayo de 1839, un importante contingente carlista, formado por unos 5000 hombres se concentró en el entorno de Ripoll. Estaba dirigido por Carlos de España, un personaje oscuro y cruel, que a principios de 1838 había sido nombrado por Carlos V, capitán general de las fuerzas carlistas del Principado y ninguno de la Junta de Berga.
La población contaba con buenas defensas, aparte de la muralla perimetral del casco urbano, tres fortines exteriores que defendían las proximidades. Uno de ellos, el de Santo Bartomeu, estaba equipado con un telégrafo de espejos que comunicaba con la villa y el castillo de Orís (Osona).

## Asalto en Ripoll
El 22 de mayo el conde de España ordenó el ataque a los fortines exteriores, y equipados con artillería de montaña, los carlistas neutralizaron uno detrás el otro los reductos ripolleses, que resistieron hasta el 25 de mayo. Algunas unidades liberales pudieron replegarse hacia la villa. La presa de estas fortificaciones aconteció en duros combates. Díaz de Labandero, uno de los cabos del Estado Mayor carlí del Conde de España describe así uno de los asaltos a estos fortines:
"La torre de Banderas, cuya guarnición sólo constaba de unos 20 hombres, se defendía cono heroísmo temerario contra la artillería y fusilería, hasta que, viendo hundirse sobre ellos la cúpula, después de haber tenido seis o siete hombres destrozados los unos, sin brazos los otros o muerto alguno, todos de bala de cañón, la abandonaron los pocos que habían quedado en disposición de hacerlo la tarde del día 25 y, precipitándose miedo el regazo de la montaña, se encerraron cono sus compañeros para pelear aún."
Entonces empezó el asalto carlista en Ripoll, intentando atravesar el río Freser, para acometer el portal más débil, el del Arquet. Aun así, toparon con una feroz resistencia, proveniente de las murallas. Los carlistas suspendieron el asalto, no sin sufrir numerosas bajas, algunas de las cuales, el Freser se llevó aguas abajo. La artillería ligera o de montaña carlina seguía golpejant Ripoll desde posiciones ventatjoses ocupadas, como la de la Amoroset, justo encima la villa.
El Conde de España ordenó que subieran de Berga los dos cañones pesados del 20, para abrir brecha en las murallas ripollesas.
Con las murallas destruidas los carlistas hicieron el asalto final el día 27 de mayo. Finalmente y ante la imposibilidad de resistir más, el capitán Joan Carbón se rindió, en la iglesia de Sant Pere de Ripoll, donde se habían hecho fuertes.

## Incendio y destrucción de la villa
Una vez ocupado Ripoll, el conde de España se dedicó al incendio y la destrucción sistemática de todo el pueblo, con asesinatos indiscriminados entre la población civil. Hechos que presenció el notario ripollés Agustí Caballería y Deop, quién dejó constancia escrita. Los ingenieros carlistas volaron los dos puentes del siglo XI de la villa, que franqueaban el Ter y el Freser y que habían sobrevivido todas las riadas hasta aquel día.